# Dunderberg (1862)
El Dunderberg, nombre en sueco cuyo significado vendría a ser «montaña tronadora», fue un tipo de ironclad conocido como ironclad de casamata de 14 cañones construido para la armada de la Unión. Fue construido como una imitación mejorada de doble mástil del ironclad casamata confederado CSS Virginia. Originalmente fue diseñado para combinar torretas y la casamata, pero finalmente las torretas tuvieron que ser eliminadas durante la fase de construcción. La construcción empezó en 1862, pero el progreso era lento y no fue botado hasta después del fin de la guerra de Secesión en 1865.
El barco no fue aceptado por la armada unionista, por lo que su constructor empezó buscar compradores en otro lugar; Benjamín Vicuña propuso la compra del mismo para la armada de Chile, pero su gobierno presentó una oferta muy baja por el buque ariete (tal como lo llamaban los hispanohablantes); Otto von Bismarck expresó su interés, y la posibilidad de Prusia haciéndose con un buque tan moderno y decisivo incitó a Francia para su adquisición y encargar una actualización del mismo en 1867, bautizando el buque con el nombre Rochambeau, en honor al conde de Rochambeau. Inicialmente mandado a la reserva naval, fue movilizado en 1870 con el estallido de la Guerra franco-prusiana. El buque no participó en ninguna acción bélica y fue puesto fuera de servicio por el directorio naval en 1872 para acabar siendo desguazado en 1874.